# Klausgraben (Bisamberg)
Der Klausgraben ist ein kleines Gerinne an der Stadtgrenze von Wien bei Langenzersdorf.

## Lauf und Landschaft
Der Klausgraben entspringt am Lahnerberg (304 m ü. A.), dem stadtnahen Gipfel des Bisambergzuges, auf etwa 260 m ü. A. Er rinnt südwärts, zuerst knapp einen Kilometer in einem tief eingefurchten Graben des Bisambergs. Dann erreicht er bei der Kellergasse (Wegkreuz mit Fillenbaumgasse) das Donaufeld. Nach weiteren knapp 800 Metern, in denen er voll kanalisiert ist und die Landesgrenze Niederösterreich–Wien bildet, verliert sich der Bach kurz nach der Donau Straße (Prager Straße, B3) in der Drainage der Stadt Wien.

## Hydrographie
Ursprünglich mündete der Bach direkt in die Donau, die hier nach der Wiener Pforte eine verflochtene Flusslandschaft bildete. Nach der Donauregulierung in den 1870ern verblieb an der Mündung bei Streberdorf ein Altwasser, das zum Zug des heutigen Erholungsgebiets Seeschlacht und der Schwarzen Lacke in Jedlesee gehörte. Das Strebersdorfer Altwasser gibt es nicht mehr, es zeichnet sich noch im Bogen Weidengasse – Dirndlwiese – Stowassergasse (ebenfalls Wiener Grenze) wie auch den donauwärtigen Parallelstraßen ab. Auch der Strebersdorfer Haufen verweist noch auf die Aulandschaft (Haufen ‚Schwemminsel‘, cf. Gänsehäufl).
Mit dem Bau des Marchfeldkanals 1984–1992, der den alten Seitenarmverlauf etwas südlich von hier kreuzt, gehört der Bach indirekt mit zu dessen Einzugsgebiet.

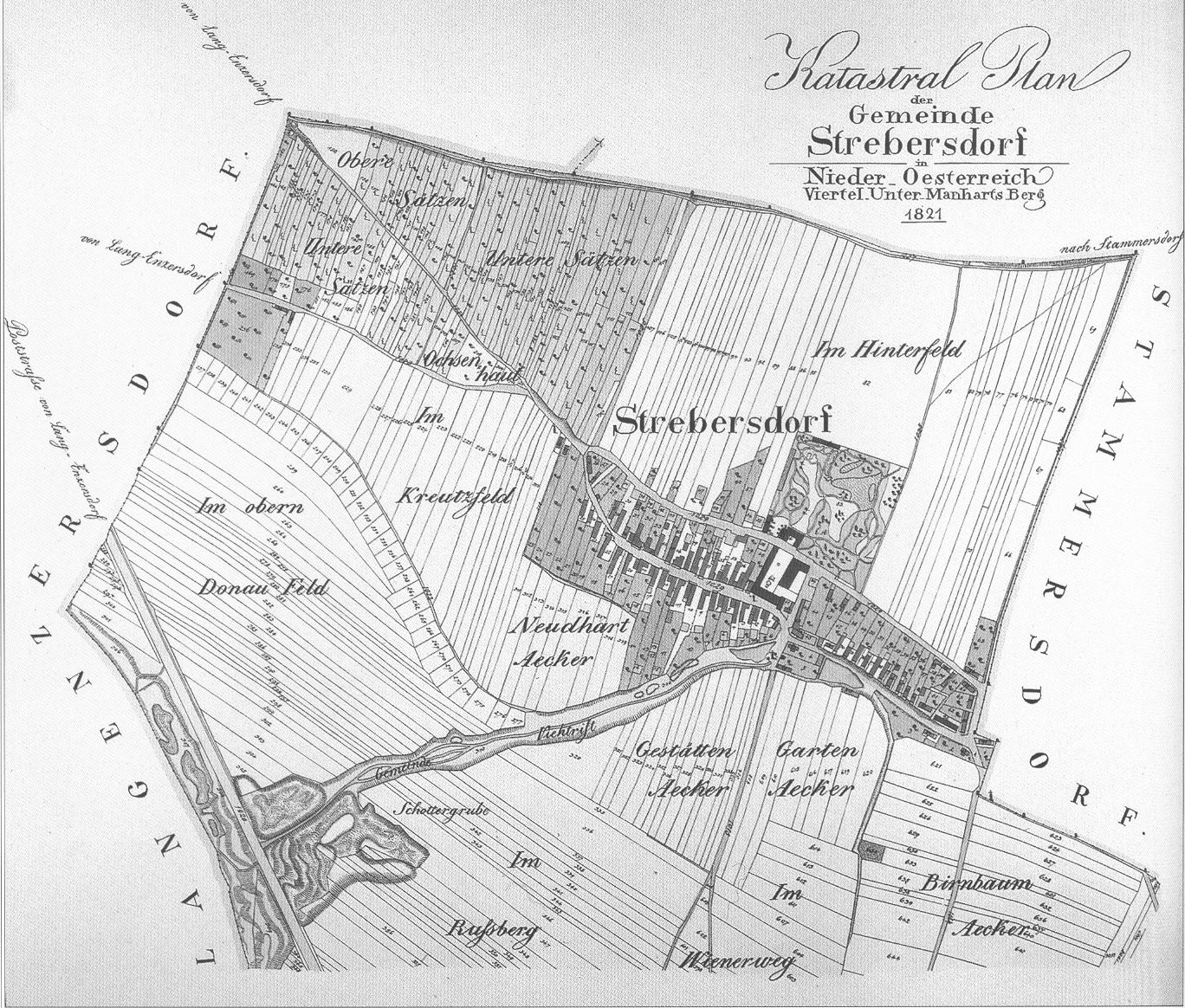
1821, Strebersdorf mit der Donauau an der Südwestgrenze
1872, mit neuer Regulierung und dem Strebersdorfer Altwasser